# Кузьмин, Всеволод Петрович
Всеволод Петрович Кузьмин (1926—1989) — советский учёный-философ, доктор философских наук, профессор, член правления Философского общества СССР. Лауреат Государственной премии СССР. Участник Великой Отечественной войны.

## Биография
Родился 27 сентября 1926 года в городе Горький, Горьковской области.
С июня 1944 года после окончания мореходного училища призван в ряды Рабоче-Крестьянской Красной армии, участник Великой Отечественной войны в составе Балтийского флота Военно-Морского флота СССР, служил  краснофлотцем, судосборщиком 383-й отдельной судоремонтной роты Ленинградского тыла военно-морских сил. С 1947 года был демобилизован из рядов Советской армии. 
С 1947 по 1950 годы  работал в конструкторском бюро Ленинградского завода, в комсомольских и партийных органах, являлся — консультантом Дома политического просвещения Ленинградского горкома и обкома КПСС по пропаганде. 
С 1950 по 1955 годы обучался на вечернем отделении философского факультета Ленинградского государственного университета. С 1961 по 1965 годы проходил обучение в аспирантуре при кафедре философии Института общественных наук при ЦК КПСС. С 1965 по 1987 годы работал в центральном аппарате ЦК КПСС, консультант Отдела науки ЦК КПСС по философии, с 1977 по 1987 годы был помощником секретаря ЦК КПСС М. П. Зимянина. С 1987 по 1989 годы был заместителем директора Института марксизма-ленинизма и членом Правления Философского общества СССР. В 1983 году был участником III съезда Философского общества СССР.
В 1965 году защитил диссертацию на соискание учёной степени кандидата философских наук по теме: «Категория меры в марксистской диалектике», в 1974 году — докторскую диссертацию на тему: «Принцип системности в теории и методологии Карла Маркса».
В. П. Кузьмин был автором многочисленных работ, во многих из которых он старался обосновывать идеи раскрывающие взаимосвязь системного анализа и диалектики учения марксизма.
В 1983 году «за цикл работ «Исследование формирования и развития философского учения Карла Маркса» (1974—1980)» В. П. Кузьмин был удостоен Государственной премии СССР.
Умер 29 ноября 1989 года в Москве.

## Награды
- Медаль «За победу над Германией в Великой Отечественной войне 1941—1945 гг.» (24.06.1946[8])

### Премии
- Государственная премия СССР (1983[7])